# 2005年中国反日示威活动
2005年中國反日示威活動是2005年3月至4月其間在中國各地舉行的一系列大型遊行和抗議活動，主要是反對日本扶桑社的歷史教科書和日本爭取成為聯合國安理會常任理事國的努力。遊行發生後，中國政府和日本方面實際對此密切關注。日本外相町村信孝對中國出現的示威遊行人士衝擊日本大使館表示遺憾，要求中方按照國際法嚴肅處理有關人員並作出賠償。4月24日，中國國家主席胡錦濤在印尼雅加達亞非首腦會議期間會見了时任日本首相的小泉純一郎。

## 事件背景

### 歷史問題
2005年4月5日日本文部省對扶桑社編纂的《新歷史教科書》進行審定，雖然文部省要求扶桑出版社對120餘处進行修改，但最終給予該書“審定合格”的決定。成爲促使這次遊行的導火綫。
這本教科書早在2001年就進行發售，但採用率不足日本學校的0.1%，僅有東京的部分院校採用，導致出版社出現積壓現象。經過多年的宣傳動員及日本與周邊國家關係的惡化，該書要求成爲合法出版物的呼聲越來越高。
由於該書將日本在第二次世界大戰時期前後的一系列問題責任進行淡化处理，改变了日本其他主流历史教科书说法，因此遭到了其周邊國家包括大韓民國、中華人民共和國的強烈反對。其中韓國政府在4月5日之前即已宣佈若日本決定該書的合法地位，韓日關係將進一步惡化。在中国，许多中国民众认为是日本政府故意篡改教科书，并认定是日本政府企图否定侵略罪行，从而激起了中国民众的普遍愤怒。

### 常任理事國爭議
日本是第二次世界大战的战败国，在联合国成立之初便遭到了《联合国宪章》中有关“敌国条款”的排斥。而如今，日本作为发达国家正通过不断参与国际事务日益强化了其国际影响力，在联合国缴纳的会费也是排名最高的几个国家之一。“出钱、出兵、贡献大”成为日本申请联合国常任理事国所使用的理由。中國外交部多次聲明，“安理會不是董事會”，出資多並不代表有資格成为安理會常任理事國。

### 領土爭端
- 钓鱼岛问题
- 东海油气田问题

## 各地情况

### 中國大陸

#### 重庆的行动
2005年3月26日，重庆市民众自发举行反对日本申请加入安理会的签名活动，估计有几千人签名。活动中一位市民写下：一个不承认自己过错的民族，是没有资格进入安理会的。而重庆大学生原定于5月4日举行的大规模游行活动由于种种原因未能举行。

#### 广州、深圳的游行

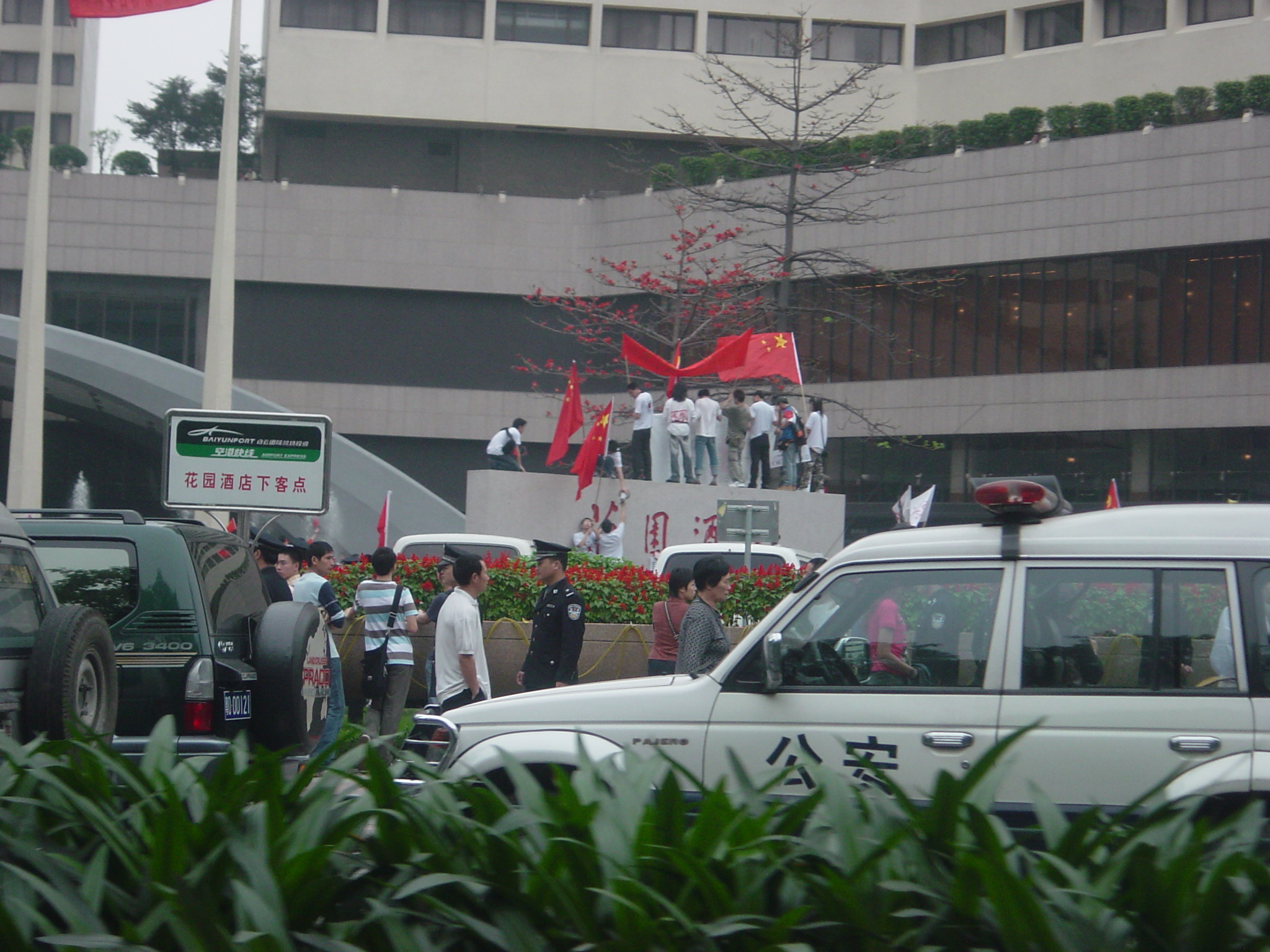
在4月10日的游行中，部分示威人士聚集在广州花园酒店门前挥动国旗及标语，大批公安在场戒备。

2005年3月26日，广州民众在颐高数码城和天河体育中心门前自发组织了签名活动。来自英国的商人M·G·Leo仔细观看了横幅后也主动要求簽名，当被问及原因时，他微笑着说，“I Support You！”（我支持你们）。
2005年3月27日，由深圳私家车主组成的车队发起第一次游行。4月3日，深圳的游行者们集体举行了祭奠革命烈士的仪式，然后开始游行。

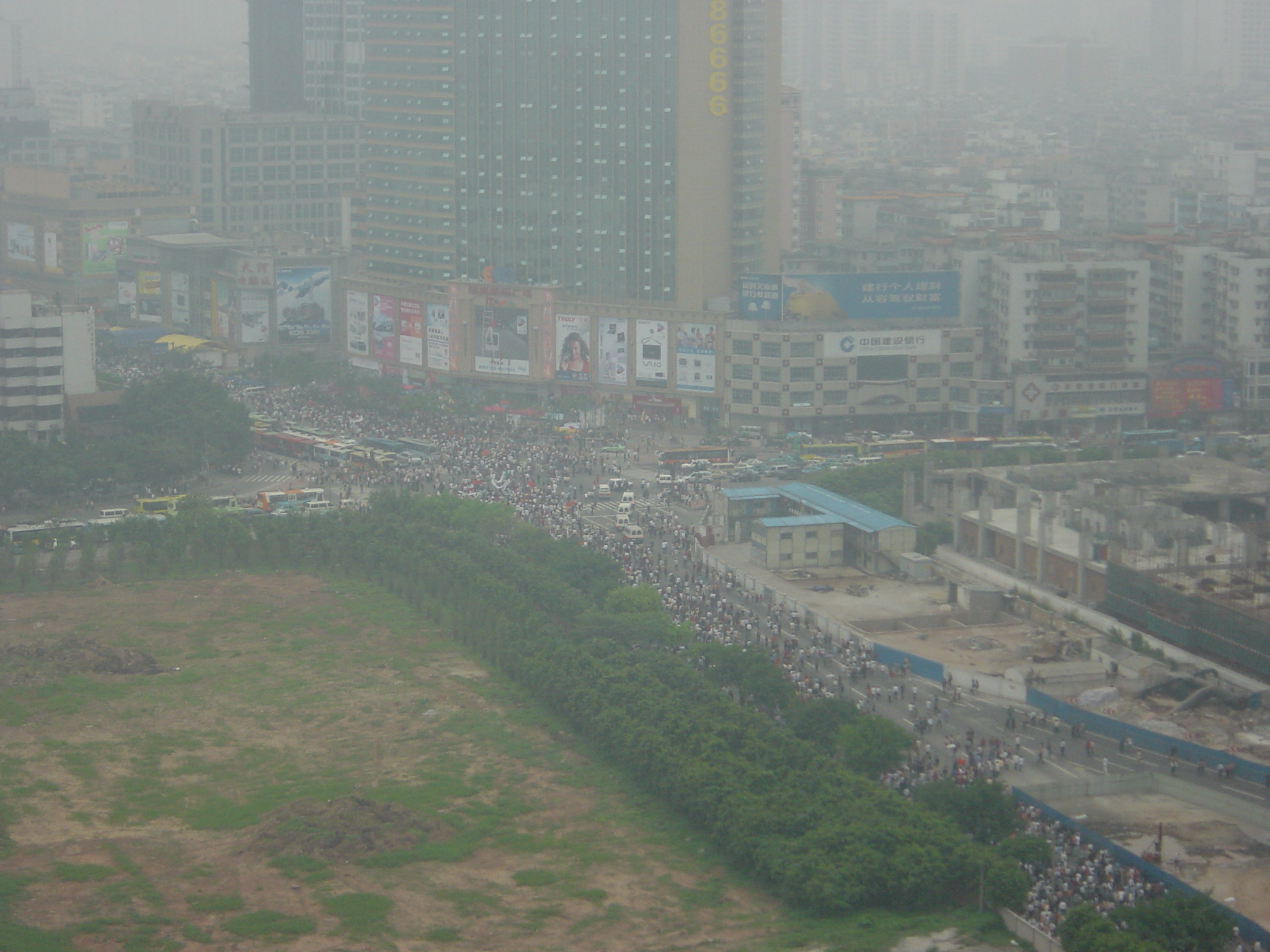
2005年4月10日广州的反日游行队伍途经天河岗顶电脑城一带时的浩大场面

4月10日，广州、深圳两地群众又自发发起大规模的反日游行，根据香港无线电视的报道，当日广州有逾萬名示威者遊行，深圳也有近10000人参加游行。但MSNBC的记者估计广州的游行有90000人参加，深圳则估计有10000人围攻某商场。其中在广州，游行由早上10时一直持续到了下午4时，游行队伍在天河体育中心集合后沿着环市路西进，并于中午时分抵达环市东路的日本领事馆。数以千计的示威者集结在日本驻广州总领事馆及其周边的花园酒店一带，部分人更一度冲击领事馆，与在场的警察发生推撞。随后游行队伍又沿着原路返回天河，途中不断有市民和来自广州各高校的示威者加入，使得游行队伍变得越来越浩大，大量防暴警察站在天桥上注视着下面黑压压的人群，场面变得越来越混乱。游行队伍抵达天河区后聚集在天河城及广州最大的电脑集散地岗顶电脑城门前，部分示威者不断向索尼、富士等日货品牌的广告牌投掷杂物，有的广告牌甚至被示威者拆毁，场面险些失控。随后大批防暴警察到场增援，将示威人群分隔成东西两块，持续了整整6个小时的游行才得以结束。
4月17日，深圳又一次游行。当日有数拨声势浩大的游行队伍，游行的时间分别是：中午12时、下午1时30分、下午3时、下午5时左右，每一拨人都有近一万人。大部分的示威者都很文明，他们沿途高呼口号，过往行人都在鼓掌欢迎、支持。但到下午，则有部分人试图衝擊日式百貨公司，向日本汽車擲雞蛋。近十万游行者后来在商业区集会，直至晚上。
同日，由于廣州正舉行中國出口商品交易會，為维护社會的穩定，主办方取消了原先的大遊行。而在天河城附近的路段，则有大批警察守卫，警察在路上询问过往怀疑参加游行的人的行踪。由于大批警察在场，一些事先未被告知行动取消的人士也无法在原定的场所集中。同時广州市政府亦在各大中学校，以召集全校學生集中收聽廣播的形式，明令禁止师生参与游行，違反者會受到相關的處分。

#### 西南科大的行动
2005年3月27日，西南科技大学在校大学生自发组织“反对日本成为联合国常任理事国”的签名活动。闻讯赶来的市民纷纷签名，签名活动持续了2个小时，签名人数超过1万人。有一位山东老太太，讲述当年日本侵略他们村庄的历史，还让人们看了她腿上日本人留下的伤疤。

#### 河南的行动
2005年3月28日，在郑州大学东门南侧拉起了一条长10米，宽1.8米的白色条幅，踊跃签名的大学生和群众络绎不绝，个个热情高涨，横幅正反两面很快就密密麻麻写满了姓名。活动组织者赵家和说：“一个都不敢承认错误，不愿承担历史责任的国家，怎么能去正确的评判别人，把世界和平交到这样一个国家手上，叫人又如何能放心？”
在洛陽的部分，在4月2日下午民众自发来到洛阳东周王城广场举行反日签名活动，人们纷纷表示：我们热爱祖国，热爱和平，决不能容忍日本篡改历史事实，必须坚决粉碎日本军国主义复活的野心。　

#### 沈阳的行动
2005年3月29日，沈阳市和平区南一马路民众自发组织了一次签名活动。签名市民从6岁到85岁，有近万名沈阳市民签下了自己的名字。此次签名活动的一位组织者表示，“中日战争中，东北受害最深，我们有责任也有义务搞这个签名活动，让国际社会听到所有中国人的心声！”
2005年4月17日，部分学生和群众在日本驻沈阳总领事馆门前举行示威游行活动，并与防暴警察发生冲突。有示威者朝日本領館丟石塊，焚燒日本國旗。

#### 宁波的行动
2005年3月29日，晚上7时许，在宁波开明街侵“毋忘国耻、励志图强”纪念碑下，拉起了一条长达20米的红色横幅，民众自发组织了街头签名活动，签名的市民络绎不绝，才半个小时横幅上就密密麻麻写满了姓名。许多骑着车或开着车经过这里的市民也停下车来认认真真地写下自己的名字，其中一位市民还說：“一个不敢承认错误，不愿承担历史责任的国家，怎么能有资格成为安理会常任理事国？我建议你们把这横幅寄到联合国去。”

#### 哈尔滨的行动
2005年3月31日，哈尔滨工业大学、黑龙江大学近万名大学生在校园内自发组织签名活动，反对日本谋求加入联合国安理会常任理事国。参与的学生们在“警惕日本 牢记历史—反对日本成为联合国安理会常任理事国”等横幅上签名。自4月1日起，哈尔滨商业大学、哈尔滨工程大学、哈尔滨理工大学、东北林业大学、东北农业大学等大學学生也将相继开展签名活动。　　

#### 河北的行动
2005年3月31日，河北保定民众在军校广场北门举行了“全球华人大签名坚决反对日本加入安理会常任理事国”签名活动，活动从下午三点开始，六点结束。
4月2日，几位保定市民捧着签满名字的横幅从保定来到北京。他们委托中国民间保钓联合会将这条万人签名的横幅转送到联合国总部，以此表达保定市民强烈反对日本政府篡改历史，强烈反对日本成为联合国安理会常任理事国的心声。　　
而在石家庄中，有幾所重點高校发起，上午8时在火车站陆续集合出发。途径裕华路-西大街-博物馆-中山路-东购等路線，沿途日货商店纷纷关门停业。持续到下午4时许，队伍陆续壮大，其举行抵制日货签名活动。

#### 成都的游行
2005年4月2日，下午2：30，在成都市中心繁华地段春熙路中山广场民众自发举行反日签名活动。随后，大批民众聚集日本卖场——成都伊藤洋华堂附近。民众高呼口号，“伊藤关门”、“抵制日货”等，并且高唱中国国歌，發布大量反日传单。聚集民众超过3千人，整个过程大约持续了40分钟，后来警察赶到，封锁了红星路广场，并广播劝散人群。

#### 青岛的行动
2005年4月2日，青島民众自发举行抗议日本修改教科书侵占钓鱼岛、反对日入常活动。

#### 东莞的行动
2005年4月3日，民众在东莞市莞城区人民公园大门前广场举行反日签名活动。一个民众把一面日本帝国主义军旗踩在地下，现场民众见状也一个一个上前践踏泄愤。

#### 长沙的行动
2005年4月3日，長沙民众自发举行抗议日本修改教科书侵占钓鱼岛、反对日入常活动。

#### 北京的游行
2005年4月9日上午9点，在北京中关村的海龙大厦门前举行抵制日货的签名活动。有逾百人参加。但至早上10点半左右，队伍逐步扩大，并有人提出从海龙走到日本大使馆，进行游行示威活动。大批参加者都同意继续游行至日本大使馆。于是，队伍开始进发。游行队伍在中关村通往白石桥路冲破了警察的封锁线，朝人民大学进发，途中，成千上百的民众纷纷自发参加。之后游行队伍沿北三环，取道蓟门桥，向南，上西二环，后军警严密封锁了进入长安街的道路，游行队伍折向东，取道平安大道，向日本大使馆进发。一路上，有民众不断加入，最后组成了声势浩大的万人游行。但是到达平安大道时，由于军警封锁了各主要路口，因此围观的市民无法继续加入，但仍有人举V字手势，声援示威民众。这条路线上的队伍，一直保持了相当的理智和克制，一旦有人出现过激行为，立刻就有其他人出面制止。因此，未出现过激的打砸行为。
还有一批游行队伍为了号召北大、清华的学生参加，就从海龙游行到北京大学西门，前往清华西门。并高喊口号“北大加入”。但是在北京101中学路口，第一次遇到军警拦截。
另一路游行队伍，沿北三环和东三环前往亮马河使馆区的日本大使馆新馆（当时还没有人员搬进）所在地，一路上袭击多处，没有任何军警保护的日本餐馆，以及全日空和东京三菱银行办事处，一直受到大批军警和混在游行队伍内的便衣警察的沿途保护。最后于下午四点，达到日本大使官邸新馆。在东三环北路与亮马桥路交叉路口，遇到军警拦截，但顺利冲过。游行人群用砖头、石块袭击了在军警保护下的大使官邸的围墙、护网、摄像探头和路灯，离开时，还掀翻了一辆日本车。在天黑后，一辆警车开道的情况下，前往建国门使馆区的日本大使馆。途中有人叫嚣前往天安门广场，但是在日坛路与建国门外大街交叉的十字路口，被军警拦住，游行队伍没有冲过，所以转向了离路口200米远的日本大使馆，继续示威抗议，夜晚10点左右，这场游行告一段落。前往的这两处日本大使馆，都无使馆人员在官邸内；还有一路游行队伍是在天将要黑时，前往日本大使馆新馆抗议。
持一种观点的人认为：这次游行与1999年针对美国轰炸中国大使馆的学生游行不同。1999年的游行，大部分是北京各高校学生自行发起和组织的，部分由北京各高校团委及学生会组织。而此次反日游行完全是民间自发发起和组织的游行。这是继1989年六四事件以来，在北京发生的最大规模的群众示威活动。
值得注意的几点：
- 游行前，美国驻华大使馆向美国人发布了行前警告，准确地告诉美国人：可能将在北京的中关村发生反日游行，美国游客不要前往。在北京的日本留学生也接到了学校的警告，告诉他们：当天不要外出。
- 游行路线、口号都未经中国公安机关批准。据游行群众说：他们是前一天，通过QQ聊天工具和国内愤青聚集的网站，知道明天在海龙有反日游行的。

#### 上海的游行
2005年4月16日，上午9:00部分上海高校学生及市民汇集于外滩、上海人民广场、徐家汇前往日本驻上海总领馆游行。一路上学生及市民高呼反对日本右翼势力的口号。途经延安路高架等市中心主要区域。据悉本次活动未获上海人民政府批准，事前政府曾通过短信、电视、通知等形式禁止市民上街游行。美国CNN网站报道了上海反日游行的情况，并开展了一个调查，调查“您认为反日游行是否正确”。
打砸抢事件发生后，上海检察机关就部分寻衅滋事的人员进行调查。4月25日公布了第一批16人涉嫌寻衅滋事罪由检察机关批准逮捕，另有26人拘留。4月25日起，上海各大媒体通过评论和采访，希望市民理智爱国，坚决制止非法游行，并宣传在五一长假即将来临之时，有许多精彩的旅游节目，乒乓世锦赛和世界摩托车锦标赛等重要赛事在沪举行，希望转移人群注意力。市公安部门在4月25日强调，在5月黄金周期间禁止一切游行活动。
教育系统里，马上由学校的党委书记和校长向全校老师和教职员工开会。威胁如果有人参加反日活动，或者通过通信器材传播反日消息，都将会被开除。高中学生如果参加游行，取消高考资格。
上海居民汤晔因组织反日游行，被检察机关以“因涉嫌扰乱社会秩序罪”逮捕，几个月之后释放。

#### 武汉的游行
2005年4月9日，湖北民众在武汉会展中心门口举行“反对日本加入常任理事国”的签名活动。部分民众签名并高呼“抵制日货，你能做到吗！！！”“中国人团结起来”等口号。
2005年4月10日下午，武昌部分高校的学生及部分其它民众聚集于武昌珞瑜路上的电脑城门口（武汉大学信息学部大门旁）举行游行，反对日本篡改教科书及日本加入联合国常任理事国，游行从珞瑜路到洪山广场，到下午6点，才纷纷散去。

#### 福州的游行
2005年4月10日，上午在福州五一广场，数千民众聚集游行，他们振臂高呼，并举着“爱我中华、抵制日货”、“不买日货，从今天开始！从我开始”等标语，直到中午才散去。

#### 杭州的行动
2005年4月16日，新华社消息称，在杭州，虽然校方不同意学生参加，但仍有上万名青年学生和市民走上街头，举行游行，反对日本申请加入联合国安理会常任理事国以及修改教科书等一系列事件。上午8点40分左右，约两千名青年学生和市民陆续聚集到杭州黄龙体育中心举行集会。随后，人群排成整齐的方阵开始游行。在向市中心进发的过程中，不断有市民沿途加入。警察对游行人群进行了劝说，但没有成功。

#### 南京的行动
2005年4月16日在南京有部分大学生组织了规模较小且未批准的游行。部分学生曾计划在5月1日与民众从珠江路电子一条街上的有日本股份的新华海电脑出发，进行游行。
南京市政府积极的疏导学生的思想，力图避免游行的发生，各学校陆续也接到上级通知，称“不鼓励参加未经政府组织批准的游行”。
5月1日和5月4日南京市均组织大量警力应对，南京在此之后未出现游行活动。

#### 天津的行动
2005年4月16日，上午9点40分，在天津银河广场，有大约2000名市民聚集，举行反日签名活动，也有人民高唱《义勇军进行曲》，高呼反日口号，随即，大约有500名市民和学生高举反日横幅和标语进行游行，但被警察限制在一个很小的区域内，由于警察的限制，游行在进行了一个小时之后结束，但是中午，有大约300名市民聚集在天津一家日资百货公司门口，由于警察干涉，现场状况良好，但警察逮捕了几名反日活动的组织者，之后大约100至200名市民沿着天津最繁华的商业街——滨江道游行了大约1个小时后结束。

### 香港
2005年4月10日，香港教育評議會及中國歷史教育學會發動全港教師聯署信件，反對日本侵占釣魚島、篡改歷史書，以及反對日本成為聯合國安全理事會常任理事國除此之外，在香港亦有學校鼓勵學生參與簽名活動，及以一人一信方式寫信到日本駐香港總領事館以表達不滿。
2005年4月17日下午，逾12,000名市民參與本地組織的大型反日遊行。參與遊行人士於下午3時許由維多利亞公園出發，沿軒尼詩道遊行至政府總部，歷時兩個多小時。遊行路線經過的多間日資公司，例如銅鑼灣崇光百貨，事前嚴陣以待，但香港的遊行有別於部分內地示威人士的激烈作風，遊行人士都是理性和平地走完4公里的遊行路線。

## 各方反應

### 中国大陆
- 中华人民共和国外交部发言人秦剛于4月10日闡述中华人民共和国政府的立場时称，表示本系列遊行完全是民衆自發組織，中国政府有派出警察維護秩序，此外秦剛呼籲日本政府應借此反省以往對歷史問題的態度。[15]从原则上来讲，这些游行没有经过中国公安部门批准，都是非法行为。
- 中国外交部部长李肇星在4月17日与日本外相町村信孝在会晤中拒绝了日本要求道歉的请求，称中国政府没有做任何伤害日本人民的事情，他并进一步要求日本政府为其伤害中国人民感情的行为而道歉。次日，中国国务院总理温家宝取消原定与日本外长会晤的安排。

- 中国大陆的媒体都对游行事件进行了冷处理，几乎没有任何直接的报道和评论。一些著名门户网站在头条发布了北京市公安局要求市民不要上街的发言。
- 中国公安部于4月21日发表“就北京上海等地发生涉日游行示威的讲话”，要求民众不要参加游行及散发相关信息，指“未经公安机关批准，通过互联网和手机短信发起组织游行示威的，也是违法行为”。该讲话于当晚在中国中央电视台《新闻联播》节目中全文播发，这是该节目中首次提及与本次游行有关的新闻。[16]

- 中国民间对此次游行也展开了各种争论。例如过激民族主义以及抵制日货的限度等等。

- 事後中國政府逮捕了幾十名反日組織领导者。[17]

### 日本
- 日本外務省次官谷内正太郎向中國駐日公使程永華表示抗議。[18]
- 民主黨代表冈田克也認爲此次遊行是兩國政府缺乏誠意溝通所致，要求首相小泉純一郎儘快改善日中關係。
- 前外相田中真紀子亦要求小泉純一郎儘快改善日中關係。

多数日本媒体对本次游行予以报道，但是日本媒体并不同于其他国家媒体报道时注重于游行的原因，而是过分渲染游行中出现的暴力行为。
日本的主流舆论把这次游行视为是中国政府掌控的，游行中的失控行为得到了中国政府的默许，批评中国政府无视国际法，默许民众暴力，而且也不对日本政府道歉。
日本朝日電視台2005年4月一個關於香港反日遊行的報導中錯誤加插深圳反日遊行人士跳上路邊多輛日本汽車踩踏及腳踢的片段，引起香港各方不滿；日本朝日電視台聲稱是「技術錯誤」而導致本次事件。

## 影响
日本人凡川哲史认为，这次游行可以理解为“全球化浪潮中摇摆的中国社会矛盾对国际社会发出的自我主张。”

## 参看
- 中日关系
- 反日情緒
- 日本歷史教科書問題
- 日本政府就战争道歉发言列表
- 入江紗綾
- 2010年中国反日示威活动
- 2012年中国反日示威活动